# Happy End?!
Pour les articles homonymes, voir Happy end (homonymie).
Pour plus de détails, voir Fiche technique et Distribution.
Happy End?! est un film germano-néerlandais écrit et réalisé par Petra Clever en 2014.

## Fiche technique
- Titre original : Happy End?!
- Réalisation : Petra Clever
- Scénario : Petra Clever
- Producteur :
- Musique :
- Pays d'origine :  Allemagne,  Pays-Bas
- Langue d'origine : allemand
- Genre : Drame, romance saphique
- Durée : 86 minutes (1 h 26)
- Date de sortie :
  -  Hong Kong 18 septembre 2014 (Festival du film lesbien et gay de Hong Kong)

## Distribution
- Sinha Gierke : Lucca
- Meike Gottschalk : Mischa
- Madlen Kaniuth : Sabine
- Anna-Katrin Keller : Susi
- Klaus Nierhoff (de) : Rüdiger
- Sascha Tschorn (de) : Georg
- Verena Wüstkamp : Valerie